# طوفان ۱۳۹۷ مهران
طوفان ۱۳۹۷ مهران در روز ۲۹ مهر در شهر مهران با وزش شدید به وقوع پیوست، که خسارات جانی و مالی در پی داشت.

## تلفات و خسارات
صیدنور علیمرادی رئیس مرکز فوریت‌های پزشکی اعلام کرد طوفان یک کشته و ۱۵ مصدوم در مهران برجای گذاشته‌است. طوفان سبب آسیب تأسیسات برق پایانه مرزی شد. مدیرکل راه وشهرسازی استان ایلام طوفان مهران خسارت ۱۵ میلیارد تومانی به جاده‌های ایلام وارد کرده‌است.

## واکنش‌ها
حسین ذولفقاری رئیس ستاد اربعین با اشاره به نا مساعد شدن وضعیت آب و هوا در استان ایلام به زوار اربعین توصیه کرد که فعلاً به سمت مرز مهران نروند.